# Koźma Minin
Koźma Minin (ros. Козьма Минин) – przedrewolucyjna gazeta rosyjska o literacko-politycznej tematyce. Wydawana była przez oddział Związku Ludu Rosyjskiego w Niżnim Nowogródzie. Występowała przeciwko ideologii liberalnej, żydowskiej i rewolucjonistom. Wychodziła od 1909 do 1917, dwa razy na tydzień.
Redaktorzy:
- W. I. Kisielow,
- G. R. Wasiljew.

## Literatura
- Козьма Минин [Нижний Новгород, 1909—1917] // Русская периодическая печать (1895 — октябрь 1917): Справочник. — М.: Гос. изд-во полит. лит., 1957. — С. 173.
- «Козьма Минин» // Святая Русь. Энциклопедия Русского Народа. Русский патриотизм. Гл. ред., сост. О. А. Платонов, сост. А. Д. Степанов. — М.: 2003